# Rio Itucumã
Rio Itucumã är ett vattendrag i Brasilien.   Det ligger i delstaten Amazonas, i den västra delen av landet, 2 600 km väster om huvudstaden Brasília.
I omgivningarna runt Rio Itucumã växer i huvudsak städsegrön lövskog. Trakten runt Rio Itucumã är nära nog obefolkad, med mindre än två invånare per kvadratkilometer.